# 釧路衛星
釧路衛星株式会社（くしろえいせい）は、北海道釧路郡釧路町に本社を置く会社。
商事事業、貸切バス事業（衛星バス）、衛生事業などを行っている。

## 概要

### 衛生グループの沿革
- 1963年（昭和38年）8月 - 釧路市錦町にて資本金20万円にてバキュームカー（汲み取り）業務を行う釧路黄金衛生株式会社を設立。
- 時期不詳 - 社名を釧路衛生株式会社に変更。
- 1964年（昭和39年）
  - 7月 - 釧路村（現在の釧路町）別保にて営業許可を取得、営業所を設立。
  - 8月 - 社名を釧路衛星株式会社に変更（「衛生」を「衛星」に）。
- 1966年（昭和41年）  4月 - 一般乗用旅客運送業（タクシー）の認可を取得。
- 1968年（昭和43年）  8月 - 資本金500万円で衛星商事有限会社を設立。
- 1971年（昭和46年）  6月 - 釧路衛星株式会社から衛星交通株式会社を独立。
- 1973年（昭和48年）  3月 - 衛星バス事業部を設立。
- 1979年（昭和54年）  4月 - 株式会社釧路ツーリストを設立。
- 1981年（昭和56年）11月 - 資本金を1,000万円に変更。
- 1982年（昭和57年）  4月 - 株式会社釧路ツーリストを衛星観光株式会社へ社名変更し独立。
- 1990年（平成  2年）  6月 - 所在地の呼称が釧路郡別保原野から釧路郡釧路町中央3丁目50番地に変更（移転ではない）。
- 1991年（平成  3年）  4月 - 株式会社釧路ツーリストを解散し釧路衛星株式会社と合併、衛星観光株式会社となる。
- 1994年（平成  6年）  4月 - 産業廃棄物処分場（安定型）の受入れを開始。
- 1996年（平成  8年）  5月 - 仮設トイレのレンタル業務を開始。
- 2003年（平成15年）  9月 - 衛星交通株式会社を解散。
- 2004年（平成16年）  4月 - 釧路市から一般廃棄物の収集運搬を受託。
- 2006年（平成18年）  8月 - 廃棄物固形燃料（RPF）の製造販売許可を取得。
- 2011年（平成21年）  3月 - 資本金を1,500万円に変更。
- 2013年（平成23年）
  - 3月 - 北海道から安定型･廃プラスチックの産廃処分許可を取得。
  - 4月 - 釧路市広域連合に助燃材として廃プラスチックを販売開始。
- 2017年（平成29年） 8月 - 山梨県の企業と業務提携し、ソーラー事業を開始。
- 2018年（平成30年） 9月 - 貸切バス事業者安全性評価認定制度一ツ星を取得。

## 事業所
本社、衛生事業部（釧路衛星）、バス事業部（衛星バス）、観光課（衛星観光）、商事事業部（衛星商事有限会社）
北海道釧路郡釧路町中央3丁目50番地
工場、製造部
北海道釧路市星が浦南3丁目1番9号

## 業務

### 商事事業
衛生商事有限会社として釧路町内でローソンの運営を行っている。

### バス事業

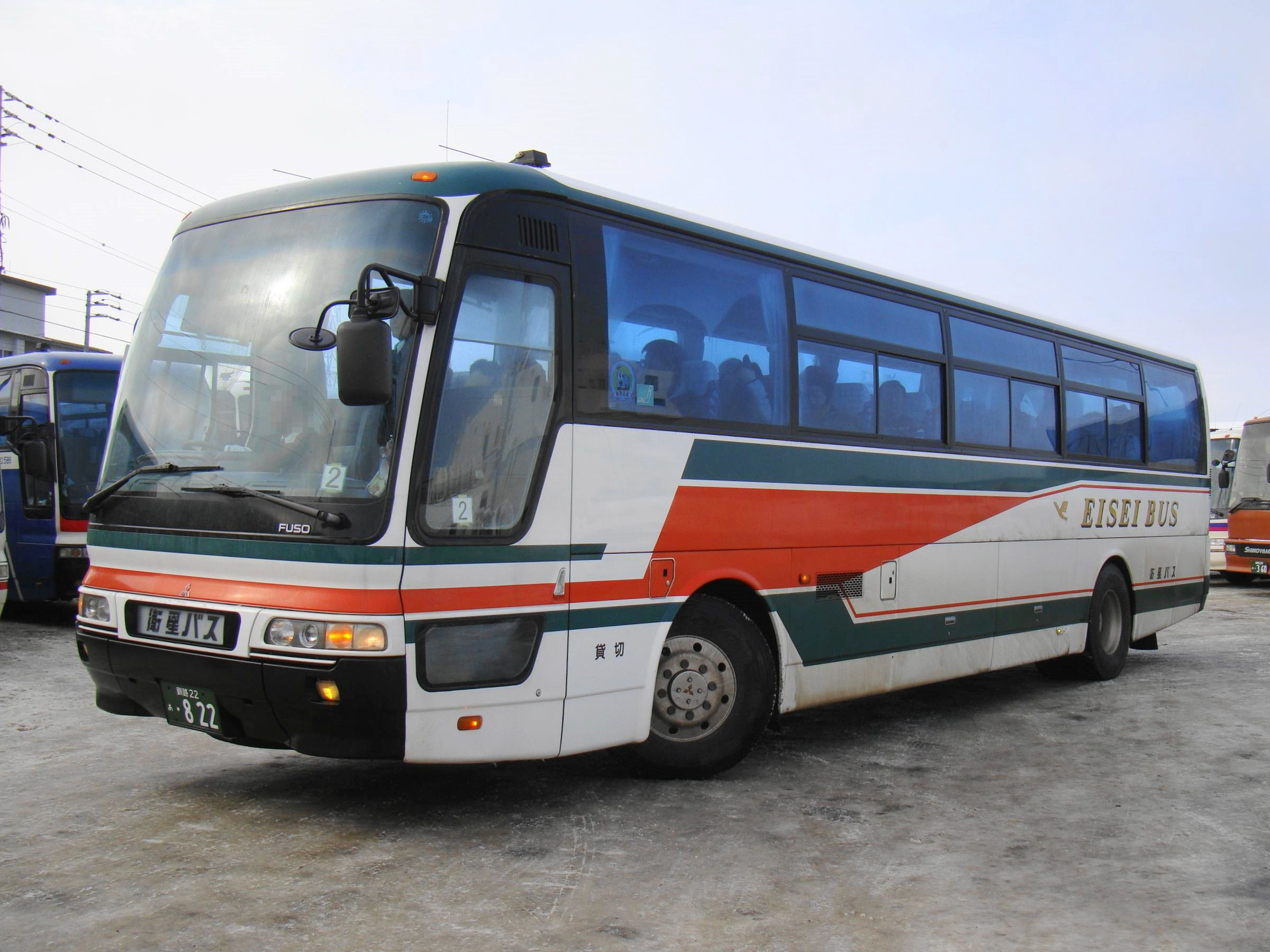
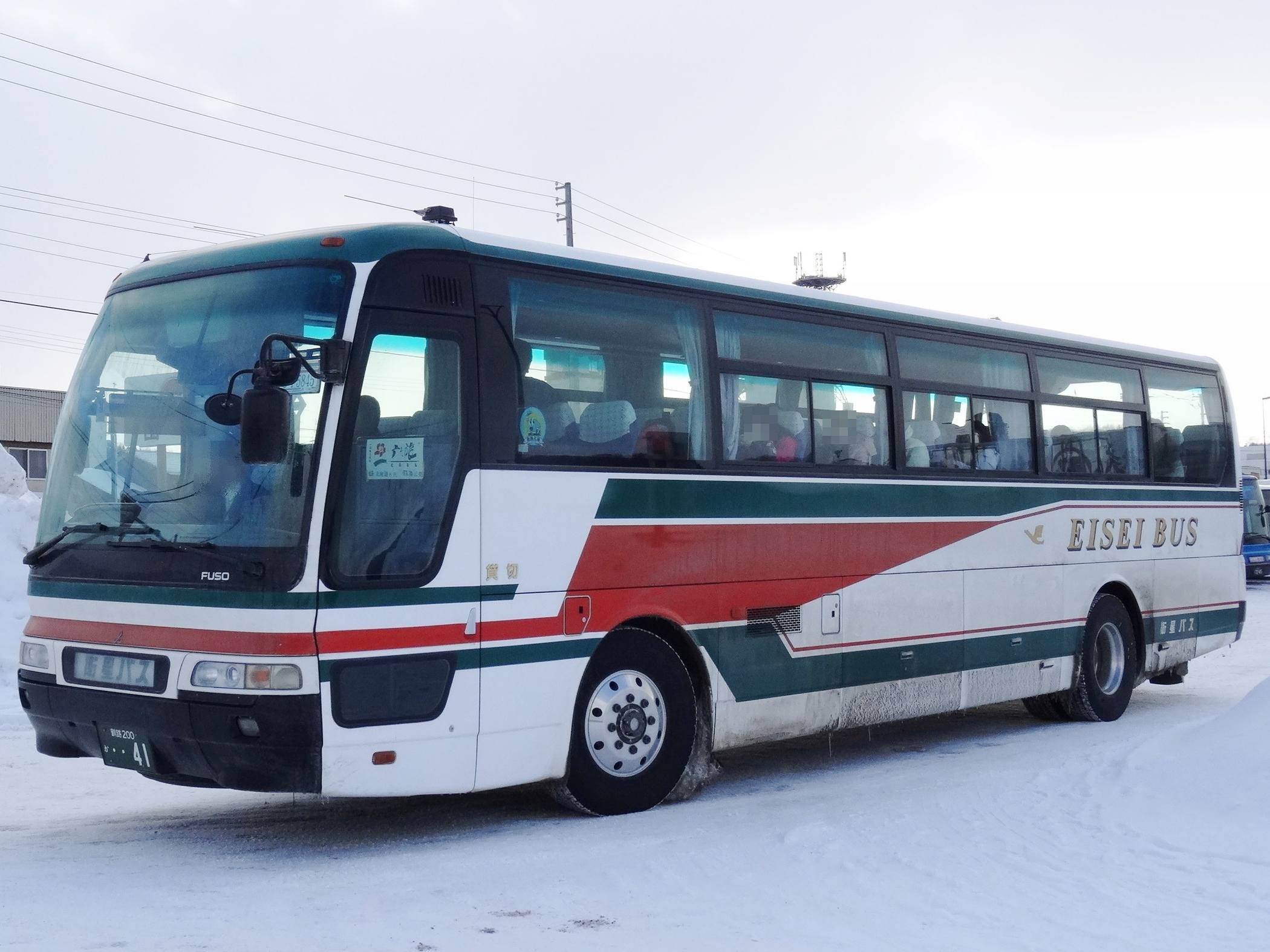

道内全域で、主に道東地域の観光を目的とした添乗員付随の観光バス・貸切バスを運行している。通常は釧路運輸支局管内での発着を事業区域とするが、貸切バス事業者安全性評価認定制度による優良事業者に限定した営業区域の弾力的な運用による特例で、2025年（令和7年）4月1日現在北海道全域となっている
バス車両は主に日野・セレガ。大型・中型・小型の3種類の車輛を保有している。
また、観光課が全国旅行業協会に加盟しているため、観光中のホテルや拝観施設の手配・斡旋、弁当、折詰、仕出しの手配・販売なども行っている。
釧路町から福祉バス運行業務も受託している。

### 衛生事業

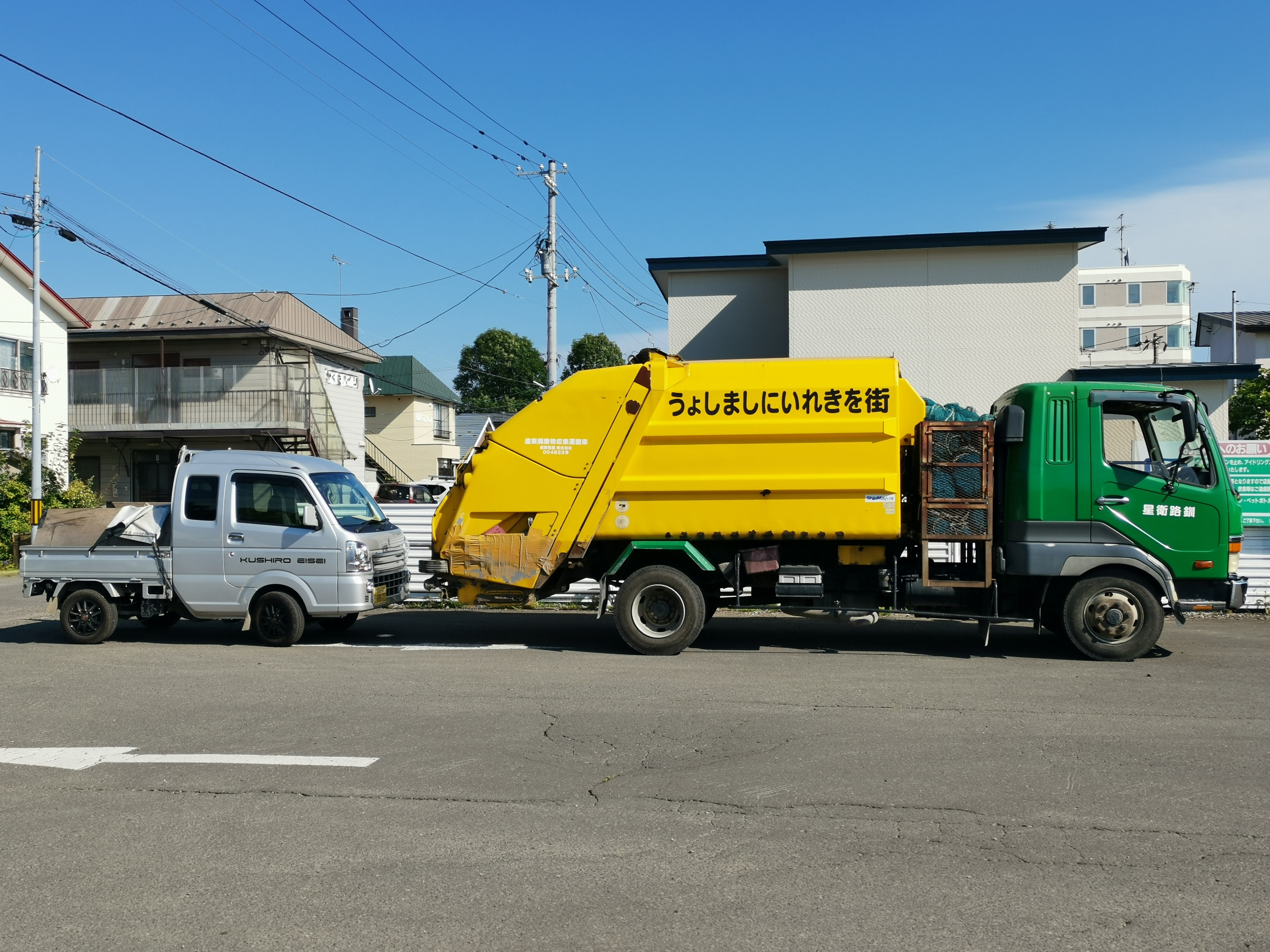

産業廃棄物の収集処理や廃棄物固形燃料の製造・販売、浄化槽の維持管理・清掃、その他の槽や排水管清掃、仮設トイレのレンタル、除雪・排雪作業、敷地内洗浄・除草作業、清水給水業務、砂利の販売業務などを行っている。
釧路市と釧路町、鶴居村から一般廃棄物収集（ごみ収集）運搬業務と、し尿収集運搬業務をそれぞれ受託している。

### ソーラー事業
ソーラーパネルのメンテナンス・パネル清掃・保守点検・パネル交換等を行っている。